# 이재홍 (1957년)
이재홍(李載弘, 1957년 1월 10일~)은 대한민국의 공무원 출신 정치인이다. 제45대 파주시장을 지냈다. 충남 예산 출신이다.
제27회 행정고시에 합격하여 공직을 시작하고, 이명박 정부에서 행정중심복합도시건설청장을 역임한 후 자유한국당 소속으로 제7대 파주시장에 당선되었다. 그러나 뇌물 수수와 정치자금법 위반 혐의로 2016년 12월 30일 징역 3년, 벌금 5800만원이 선고되었고, 2017년 12월 13일 대법원 상고심에서도 징역 3년 및 벌금 5800만원을 선고한 원심 판결이 확정되어 시장직을 잃었다.

## 학력
- 파평초등학교 졸업
- 문산북중학교 졸업
- 경신고등학교 졸업
- 연세대학교 행정학과 학사
- 리즈 대학교 대학원 도시계획학과 석사
- 한양대학교 대학원 도시공학과 공학박사

## 경력
- 제27회 행정고시 합격
- 건설교통부 투자심사담당관
- 건설교통부 토지관리과장
- 건설교통부 업무혁신추진단장
- 건설교통부 홍보관리관
- 건설교통부 도시국장
- 건설교통부 도시환경기획관
- 국토해양부 지역정책과장
- 국토해양부 총무과장
- 건설교통부 도시환경기획관
- 2007년 1월: 환경부 자연보전국장
- 2012여수세계박람회 조직위원회 사무차장[3]
- 2008년 3월: 국토해양부 도로정책관
- 2010년 8월~2011년 2월: 국토해양부 기획조정실장
- 국토해양부 차관보 직무대리
- 2011년 2월 8일: 대통령실 국토해양비서관[4]
- 인하대학교 겸임교수
- 2012년 8월~2013년 3월: 행정중심복합도시건설청장
- 2014년 7월~2017년 12월: 제45대 경기도 파주시장

## 논란

### 뇌물 수수 혐의
이재홍 시장은 2014년 7월부터 이듬해 2월 초까지 모두 3차례 걸쳐 운수업체 대표로부터 미화 1만 달러, 상품권, 금 도장 등의 금품을 받고 2014년 3∼12월 아파트 분양대행사 대표 김 씨에게 선거사무소 임차료 900만원을 차명계좌로 받아 정치자금법을 위반한 혐의로 기소되어 1심에서 징역 3년형과 벌금 5800만원을 선고받았다.2017년 8월 11일 2심에서도 1심과 같은 형량이 선고되었다.
또한 파주시에서는 이재홍 시장의 무죄를 요구하는 관제청원 서명을 소속 공무원들에게 조직적으로 강요한 것으로 드러나 또한 논란이 되고 있다.
2017년 12월 13일 상고심에서 징역 3년, 벌금 5800만원의 원심이 확정되어 시장직을 상실하였다.

## 역대 선거 결과
| 실시년도 | 선거      | 대수 | 직책 | 선거구      | 정당     | 득표수    | 득표율          | 순위 | 당락 | 비고           |
| -------- | --------- | ---- | ---- | ----------- | -------- | --------- | --------------- | ---- | ---- | -------------- |
| 2014년   | 지방 선거 | 45대 | 시장 | 경기 파주시 | 새누리당 | 75,835 표 | \| \| 47.37% \| | 1위  |      | 초선, 민선 6기 |
|          | 47.37%    |      |      |             |          |           |                 |      |      |                |